# Габсбурзькі Нідерланди
Га́бсбурзькі Нідерла́нди (фр. Pays-Bas des Habsbourg, нід. Habsburgse Nederlanden) — історична область Європи, якою володіли представники династії Габсбургів у XV—XVIII століттях. У 1482—1556/1581 роках область відповідала Нижнім землям. За часів Нідерландської революції, починаючи від 1556 року до самого відокремлення Республіки Об'єднаних провінцій 1581 року, її права на Північні Нідерланди стали суперечливими. У 1581—1794 роках у Південних Нідерландах (нід. Zuidelijke Nederlanden) Габсбурзькі Нідерланди ввійшли до складу Іспанських, а потім Австрійських Нідерландів.
Габсбурзькі Нідерланди вважаються правонаступником Бургундського герцогства.